# Lachesis muta
Lachesis muta, también conocida como serpiente de cascabel muda,  verrugosa del oriente, cuaima, surucucú, pucarara, cascabel pua, matabuey o shushupe (Lachesis muta) es una especie de serpiente de la familia Viperidae. Es la víbora más larga del mundo, y posiblemente la segunda serpiente venenosa más grande, tan solo superada por la cobra real. Se halla en Centroamérica y Sudamérica. Se reconocen dos subespecies, existiendo según algunos herpetólogos una tercera subespecie endémica de Bolivia, a la que correspondería el nombre científico Lachesis muta bolivianus.
Además es una de las especies de serpiente con el veneno mas letal, aunque los casos de mordeduras de esta especie son poco frecuentes.  Todos los casos de mordedura de esta serpiente deben clasificarse como "muy graves" ya que por lo general los pronosticos son muy malos y se ha calculado que la taza de mortalidad alcanza un 80%,. Sin embargo, evita el contacto con los seres humanos. Es sigilosa y ataca a sus presas durante la noche.

## Descripción

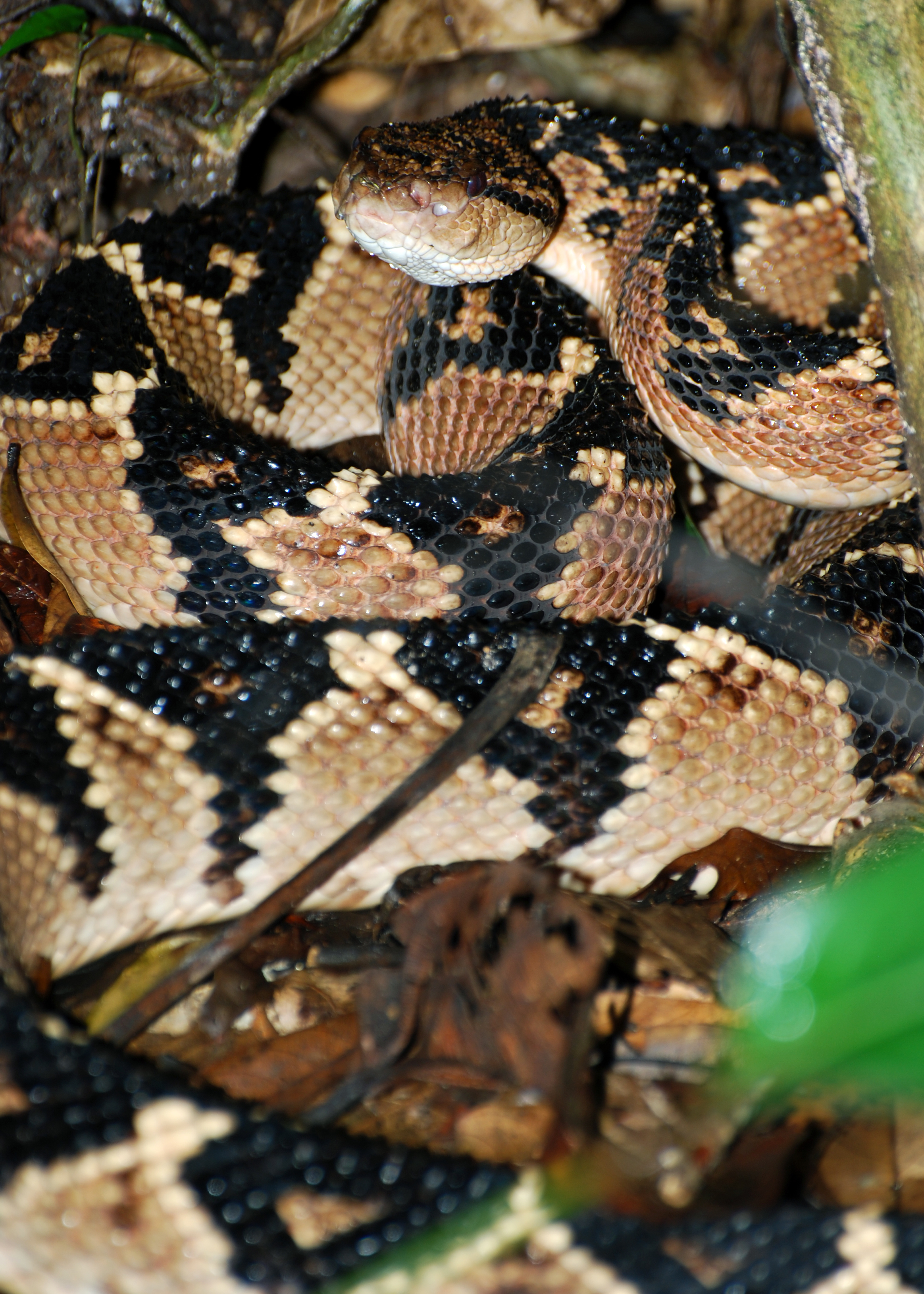
Ejemplar en el parque nacional Yasuní, Ecuador.

Es de un color marrón claro con tonos anaranjados y con manchas negras en forma de diamante. Tras el ojo tiene una banda horizontal negra. El vientre es blanco. Los adultos pueden medir más de 3 m, con longitudes máximas en torno a los 4 m y medio. Las escamas dorsales están fuertemente quilladas.
Su peso ronda por los 12 o 24 kg, siendo junto a su largo una de las serpientes venenosas más grandes del mundo.
En el Mato Grosso, Brasil, se ha documentado que pueden morder a una persona a la altura de la cara, por su gran tamaño, y que incluso pueden morder la pierna de una persona montada a caballo.

## Distribución y hábitat
Sudamérica, en las selvas ecuatoriales, del este de los Andes: Sur y Este de Colombia, este de Ecuador, este de Perú, norte de Bolivia, este y sur de Venezuela, Guyana, Surinam, Guyana Francesa y la mayor parte de Brasil., La especie también se halla en Panamá, Costa Rica y en la isla de Trinidad y Tobago.
Habita bosques tropicales húmedos en zonas montañosas y en tierras bajas. Es más frecuente en bosques primarios.

## Comportamiento
Es una especie terrestre, solitaria y nocturna que se alimenta principalmente de mamíferos pequeños y medianos. No suele ser agresiva.
Suele responder rápidamente a perturbaciones, a menudo inflando el cuello y vibrando la cola, y puede volverse agresiva cuando se les molesta.
Llega a la madurez sexual hacia los dos años de edad. Las especies del género Lachesis son las únicas entre las víboras que son ovíparas. L. muta pone entre 5 y 19 huevos por nidada.

## Veneno
Lachesis muta tiene un veneno potente con fuertes efectos proteolíticos, hemorrágicos, miotóxicos y también neurotóxicos, a diferencia de la mayoría de las víboras.
El envenenamiento causa dolor intenso, inflamación, necrosis (a menudo extenso) en el lugar de la mordedura, a veces seguida por gangrena. En las tierras bajas de Costa Rica y Panamá, las mordeduras de esta especie han tenido históricamente una alta tasa de mortalidad.
Algunos informes sugieren que mientras esta especie produce una gran cantidad de veneno, la potencia del veneno es débil en comparación con otras víboras. Otros, sin embargo, sugieren que estas conclusiones pueden ser incorrectas. Estas serpientes se ven seriamente afectadas por el estrés asociado con la vida cautiva, y muy a menudo mueren en cautiverio. Esto hace que sea difícil de obtener un veneno "bueno y saludable" para fines de estudio. Por ejemplo, Bolaños (1972) observó que el rendimiento de veneno de sus especímenes se redujo de 233 mg a 64 mg mientras permanecían en su cuidado. Se razona que, en la medida en que la tensión de ser ordeñada con regularidad tiene tal efecto sobre el rendimiento de veneno, también puede afectar el grado toxicidad del mismo. Esto puede explicar la disparidad descrita por Hardy y Haad (1998), relativo a la baja toxicidad de laboratorio en comparación con el alto índice de mortalidad de las víctimas de mordeduras.

## Subespecies
| Subespecies     | Autoridad            | Nombres comunes | Rango geográfico |
| --------------- | -------------------- | --- | --- |
| L. m. muta      | (Linnaeus, 1766)     | verrugosa (Colombia, Panamá), shushupe (Perú, general), kempirona (Perú, lengua asháninka), motola, verrugosa (Ecuador), cuaima piña (Venezuela), pucarara/matacaballo/cascabel Pua (Bolivia). | Sur de Colombia, este Ecuador, Perú, norte Bolivia, este y sur Venezuela, Guyana, Surinam, Guyana Francesa, norte Brasil, Panamá, |
| L. m. rhombeata | (Wied-Neuwied, 1824) | | Selvas costeras del sudeste de Brasil (del sur de Rio Grande do Norte a Río de Janeiro).                                          |

Algunas fuentes todavía se refieren a dos subespecies adicionales, L. m. melanocephala y L. m. stenophrys. Sin embargo, ambos fueron elevados a nivel de especie por Zamudio y Green en 1997 (véase L. melanocephala y L. stenophrys).